# Nicolas Charles
Nicolas Joseph Charles (Luik, 6 december 1845 - aldaar, 14 november 1932) was een Belgisch hoogleraar en senator.

## Levensloop
Na zijn studies aan het Atheneum in Luik behaalde het diploma van doctor in de geneeskunde aan de Universiteit Luik. Hij was hoogleraar verloskunde aan deze universiteit en was vanaf 1879 chirurg-directeur aan de materniteit van Luik. Nicolas Charles was betrokken bij verschillende verenigingen die chirurgen en andere medici samenbrachten. Hij was tevens betrokken bij verschillende medische tijdschriften en andere periodieken als La Justice en L'Express. Hij was de stichter, uitgever en hoofdredacteur van het medische tijdschrift Écho de la maternité de Liège, dat vanaf januari 1880 verscheen en in 1884 herdoopt werd tot de Journal des accouchements et revue de médecine et de chirurgie pratique, die in 1914 werd opgedoekt.
Charles werd tevens actief in de politiek, in het progressistische milieu. Hij werd lid van het comité van de Luikse associatie van de Liberale Partij, lid van de Algemene Raad van de Progressistische Partij en voorzitter van de progressistische associatie in Luik. Van 1884 tot 1900 was hij gemeenteraadslid van  Luik en in 1894 werd hij voor de liberalen verkozen tot provinciaal senator voor de provincie Luik, een mandaat dat hij vervulde tot in 1900. In de Senaat was hij een verdediger van het principe van een gewapende natie, maar pleitte hij voor een verkorting van de militaire dienstplicht. Daarnaast protesteerde hij tegen het wetsontwerp van de regering om kiezerslijsten op te stellen bij de gemeenteraadsverkiezingen, hetgeen volgens hem ingegeven was door de angst voor socialistische arbeiders. In maart 1895 pleitte hij voor de oprichting van een school voor bacteriologie en medische deontologie aan de Belgische universiteiten en het opzetten van een organisatie die op het platteland medische diensten zou bieden aan behoeftigen en eiste hij dat de regering precieze instructies zou uitvaardigen voor het bewaren van anti-difterievaccins in de grote steden. 

## Publicaties
- Des déplacements de la matrice en arrière pendant la grossesse, Brussel, 1878.
- Cours d'accouchements donné à la Maternité de Liège, Luik, 1887.